# Exobasidiomycetes
Exobasidiomycetes é uma classe de fungos por vezes associados a crescimentos anormais de tecidos vegetais denominados galhas. Esta classe inclui Exobasidium camelliae Shirai, causador da galha das folhas de camélias e Exobasidium vaccinii Erikss, causador da galha das folhas e flores. Existem oito ordens em Exobasidiomycetes, incluindo Ceraceosorales, Doassansiales, Entylomatales, Exobasidiales, Georgefischeriales, Microstromatales e Tilletiales.